# فلاديمير برافيك
فولوديمير بافلوفيتش برافيك (بالإوكرانية: Володимир Павлович Правик,(بالروسية: Владимир Павлович Правик)‏. ولد في (13 يونيو 1962 - 11 مايو 1986). كان رجل إطفاء سوفيتي من الذين لقوا حتفهم بسبب حروق الإشعاع في كارثة تشيرنوبيل. حصل بعد وفاته على لقب بطل الاتحاد السوفيتي، وسام لينين، والنجم الأوكراني للشجاعة. دفن في مقبرة ميتينسكو في موسكو مع 27 من رجال الإطفاء الذين لقوا مصرعهم في كارثة تشيرنوبيل.

## السيرة الذاتية

### قبل الحادثة
اشتغل فلاديمير في فريق الإطفاء، حيث اهتم هذا الفريق بحفظ السلامة في مركز مدينة تشيرنوبل. كما كان فلاديمير يقطن في مدينته الأم تشيرنوبل على مقربة من المركز النووي.

### حادثة تشيرنوبل
في ليلة السادس والعشرين من أبريل سنة 1986، حدتث أكبر وأخطر كارثة نووية في التاريخ، وذلك بعد انفجار المفاعل الرابع داخل المركز النووي مما أدى إلى تطاير غازات وانبعاثات سامة في الجو هذا بالإضافة إلى انتشار مواد مشعة خطرة في أرجاء المكان.
في هذه الليلة بالذات، كان فلاديمير برافيك من أوائل الإطفائيين الذين حضروا إلى عين المكان، حيث حاول هو وباقي رفقائه مواجهة هذه الكارثة، لكن الغازات السامة والمشعة كانت قد انتشرت بسرعة، مما تسبب في إصابة العديد منهم بأمراض خطرة.
نٌقل فلاديمير بعد ذلك إلى مستشفى بريبيات، حيث تلق العمال وفريق الإطفاء الاسعافات الأولية هناك، لكن جلدهم كان قد إمتص إشعاعات خطرة مما إستدعى نقلهم على وجه السرعة إلى المستشفى رقم 6 في موسكو حيث توفي أغلبهم هناك.

### وفاته
وصل فلاديمير للمستشفى رقم 6 خلال فترة انتشار الأمراض الإشعاعية، حيث تفاقمت حالته بسرعة، وقد أكد الأطباء على استحالة بقاءه على قيد الحياة بسبب إستنشاق جسمه لمعدل كبير نسبياٍ من الغازات السامة. لم ينج أحد من فريقه بعد هذه الكارثة، حيث فارق معظمهم الحياة في المستشفى رقم 6 في موسكو.
كمية الغازات التي تعرض لها فلاديمير ورفاقه غير معروفة بالتحديد، لكنها قٌدرت ما بين 500 و2000 إشعاع سيني.